# Patrizia Caporossi
Patrizia Caporossi (Cupra Marittima, 8 marzo 1951) è una storica italiana.

## Biografia
Patrizia Caporossi è nata a Cupra Marittima nel 1951 e si è trasferita presto con la famiglia ad Ancona dove ha compiuto gli studi per continuare poi a Roma alla Facoltà di Filosofia dell'Università degli Studi di Roma "La Sapienza", dove si è laureata con una tesi in filosofia teoretica su Kierkegaard, Nietzsche e la donna, nel 1975.
Dal 1976 al 1978 è stata dirigente provinciale dell'UDI di Modena. Nel 1979 ha frequentato il perfezionamento in filosofia a Urbino con Pasquale Salvucci, poi è stata a Napoli dove ha seguito il corso di ermeneutica di Hans-Georg Gadamer e in semiotica a San Marono con Umberto Eco. Nel 1980 è stata socia fondatrice dell'Istituto Gramsci delle Marche, istituto di cultura politica senza fini di lucro riconosciuto come associazione di rilievo regionale ricevendo per le sue attività un contributo dalla Regione Marche. Nel 1985 e nel 1986 è stata presidente provinciale dell'Istituto di Storia del Movimento di Liberazione delle Marche affiliato all'Istituto Nazionale per la Storia del Movimento di Liberazione. Dal 1987 al 1991 ha svolto il compito di commissaria della Prima Commissione delle Pari Opportunità delle Marche.
Sin dalla fondazione nel 1989 è stata socia con Annarita Buttafuoco della Società italiana delle storiche per la promozione della ricerca storica, didattica e documentaria nell'ambito della storia delle donne. Nel 1995 è stata promotrice ad Ancona della Scuola di Donne, seminari magistrali di genere, associazione femminile che poi venne intitolata a Joyce Lussu, scrittrice, traduttrice, partigiana e poetessa italiana, sorella dello storico Massimo Salvadori Paleotti e consorte di Emilio Lussu. Tra il 1999 e il 2009 le è stata affidata la cattedra alla scuola di specializzazione per l'insegnamento secondario dell'Università di Macerata. Dal 2009 è socia dell'IAPh-Associazione Internazionale Filosofe (IAPh-Italia), che è nato come luogo di approfondimento e ricerca filosofica con al centro il pensiero delle donne.

## Lavori
- Patrizia Caporossi, Biografia e autobiografia nella storia delle donne, Ancona, Ist. Gramsci Marche, 1992, OCLC 163313904.
- Identità di genere nella formazione, Ancona 1996[5]
- Tina Modotti, Ancona 1998[5]
- Seminare per fare politica, Ancona 2000[5]
- Joyce Lussu e la passione politica, Firenze 2002[5]
- Joyce Lussu e la storia, Cagliari 2003[5]
- Il giardino filosofico, Falconara 2005[5]
- Il dono della libertà femminile, Firenze 2006[5]
- Essere Creare Sapere, Ancona 2008
- Patrizia Caporossi, Il corpo di Diotima: la passione filosofica e la libertà femminile, Macerata, Quodlibet, 2009, ISBN 9788874622054, OCLC 800017987.
- Il mio 68, Ancona 2009
- La passione filosofica e la libertà femminile, Quodlibet 2009, (rist. 2011)
- Donne e Scienza, Lecce 2010
- La matrice del Sé, Bologna 2011
- Vedere con gli occhi del cuore, Parma 2011
- Simone Weil, l'indomabile, Napoli 2011
- Donne e risorgimento: una questione storiografica, Ancona 2011
- Patrizia Caporossi, Teti in mare: un tuffo rinascimentale, Roma, Robin, 2012, ISBN 9788873719052, OCLC 955944068.
- Avere 150 anni nel vivente ricordo del Sé, Napoli 2012
- Joyce Lussu e le nuove generazioni, in "Carte sensibili", Sasso Marconi 2012
- La figura del docente, Ancona 2013
- Patrizia Caporossi, Mia piccola libertà, ti chiamo per nome, Ancona, Guasco, 2014, ISBN 978-88-906864-1-2, SBN ANA0491332.
- Patrizia Caporossi (et al.), Matrimonio/Patrimonio: Contributo a un percorso di conoscenza del Diritto, a cura di Marina Turchetti, Ancona, Consiglio Regionale delle Marche, 2018, ISBN 978-88-328-0060-9, SBN ANA0508331.